# Народное ополчение имени Минина и Пожарского
Всероссийское общественное движение «Народное ополчение имени Минина и Пожарского» (НОМП) — незарегистрированная российская общественная организация, в феврале 2015 года судебным решением признанная террористической.
Была создана в феврале 2009 года полковником ГРУ Владимиром Квачковым. Было выпущено воззвание «Народное ополчение сегодня», в котором, в частности, говорилось: «…имена Минина и Пожарского включены в название организации по причине разительной схожести сегодняшнего положения России с обстановкой четырёхвековой давности. Неразбериха на самом верху — не поймёшь, кто управляет страной… межклановая грызня… измена бояр… воровство и самоуправство… разбой на улицах… вторжение с Запада». Членом штаба НОМП и главным помощником Квачкова стал Юрий Екишев, который в 2007 году был приговорён к двум годам лишения свободы за разжигание межнациональной розни.
В НОМП вошли представители «Союза офицеров», «Движения против нелегальной иммиграции» (ДПНИ), «Русского имперского движения» (РИД), «Русского общенационального союза» (РОНС), «Военно-державного союза России», а также «Левого Фронта». Ячейки НОМП были созданы более чем в сорока регионах России.

## Судебные процессы
23 декабря 2010 года Квачков был задержан сотрудниками ФСБ в своей квартире по обвинению в организации мятежа и терроризме.
В конце июля 2011 года ФСБ сообщила о том, что в Екатеринбурге задержаны члены местной ячейки «Народного ополчения имени Минина и Пожарского». Задержанным предъявили обвинения в организации террористической группы и подготовке мятежа. Как утверждают следователи, утром 2 августа 2011 года (в день ВДВ) несколько вооружённых боевых отрядов с костяком из бывших спецназовцев должны были прорваться в здания екатеринбургского ГУВД, ФСБ, МЧС и уничтожить их руководителей. Этим же отрядам поручался захват складов с оружием. Группы диверсантов должны были взорвать электроподстанции Екатеринбурга, чтобы обесточить город и посеять панику среди населения. Далее мятежники якобы планировали мобилизовать и вооружить всё мужское население Екатеринбурга и такими силами держать оборону до получения помощи из соседних регионов. Лидером боевой ячейки называют предпринимателя Александра Ермакова, который, по утверждению следствия, не только разрабатывал план мятежа под кодовым названием «Рассвет», но и вербовал сторонников среди отставных военных и силовиков, недовольных реформами в стране. Ещё четверо — 64-летний полковник-«афганец» Леонид Хабаров, бывший оперуполномоченный угрозыска Владислав Ладейщиков, предприниматель Сергей Катников, доктор наук, изобретатель Виктор Кралин были 19 июля задержаны в офисе Ермакова. Все они были страйкболистами.
8 февраля 2013 года Мосгорсуд приговорил Владимира Квачкова к 13 годам колонии строгого режима за подготовку вооружённого мятежа. Второго подсудимого, Александра Киселёва, приговорили к 11 годам строгого режима. В приговоре говорится, что установлен факт того, что в 2009 году Квачков предлагал своим сторонникам в различных городах принять участие в вооружённом мятеже, который должен был начаться 24 июня 2010 года. Его доверенный Манрик подбирал людей и они проходили военную подготовку на полигоне в Мякинино. В 2010 году Киселёв в Санкт-Петербурге подобрал группу из десяти человек и приобрёл оружие. Квачков со сторонниками собирались начать мятеж в Коврове. Планировалось небольшими группами захватить здания МВД, ФСБ, МЧС Коврова, а также оружие и боеприпасы. Успех вооружённого мятежа в Коврове должен был, по их планам, спровоцировать аналогичные события в других регионах. Одним из основных доказательств в деле стала запись беседы нескольких сторонников Квачкова, когда они разрабатывали план вылазки в Ковров, разведки, распределения средств и человеческих ресурсов.
В мае 2012 года в Свердловском областном суде начался процесс по обвинению Хабарова, Ладейщикова, Катникова и Кралина. Как пояснил следствию Ладейщиков, соратники поставили перед ним «задачи оперативной работы». В частности, он должен был найти пути подхода и отхода боевиков к зданию екатеринбургской синагоги, отследить график и маршруты передвижений свердловского раввина Зелига Ашкенази для его последующей ликвидации. Убийство раввина должна была совершить иногородняя боевая группа, прибывшая в Екатеринбург «под видом страйкболистов». Также обвиняемые якобы планировали ликвидацию руководителей силовых структур Свердловской области. Мятеж должен был начаться с подрыва линий электропередачи, питающих Екатеринбург. Затем заговорщики должны были ворваться в военные части, дислоцирующиеся в городе, после чего военные, согласно плану, должны были перейти на сторону «революционеров». Дальше, «мобилизовав свердловчан», «Народное ополчение» собиралось двигаться на Москву для свержения правительства. У заговорщиков имелись пистолеты и револьверы, часть которых учебные, а часть боевые. Но проведённой экспертизой было установлено, что из всего изъятого оружия только один пистолет был пригоден для стрельбы.
Ладейщиков — единственный из всех обвиняемых дал признательные показания следствию. Поэтому с него были сняты обвинения в подготовке к мятежу. Ему вменялось только совершение преступлений, предусмотренных ст. 205.1, ч.1 (угроза совершения террористического акта) и ст. 222, ч. 2 (незаконные приобретение, передача, сбыт и хранение боеприпасов и взрывных устройств) УК РФ. Александр Ермаков был признан невменяемым и отправлен на принудительное лечение.
26 февраля 2013 года был вынесен приговор по этому делу. Леонид Хабаров и Виктор Кралин были приговорены к 4,5 годам исправительной колонии общего режима каждый (они были признаны виновными лишь по статьям «Содействие террористической деятельности» и «Незаконные приобретение, передача, сбыт, хранение, перевозка или ношение огнестрельного оружия, боеприпасов, взрывчатых веществ»), Александр Ладейщиков получил 2 года лишения свободы условно. Условный срок получил также признавший вину С. Катников. В июле 2014 года на свободу был отпущен Л. Хабаров, а в январе 2015 года вышел В. Кралин. 7 февраля 2019 года Зубово-Полянский суд Мордовии постановил освободить Квачкова от наказания за экстремизм. Поскольку первая часть статьи 282 (экстремизм) перестала быть уголовным преступлением, суд постановил освободить Квачкова от отбывания наказания. Срок за попытку организации мятежа уже истёк. 19 февраля 2019 года Квачков вышел на свободу.